# État de Sucre
Pour les articles homonymes, voir Sucre (homonymie).
Sucre est un État du Venezuela. Sa capitale est Cumaná. Il doit son nom à Antonio José de Sucre, héros de la guerre d'indépendance de l'Amérique du Sud. En 2011, sa population s'élève à 896 291 habitants.

## Démographie, société et religions

### Démographie
Selon l'Institut national de la statistique (Instituto Nacional de Estadística en espagnol), la population a augmenté de 13.96 % entre 2001 et 2011 et s'élève à 896 291 habitants lors de ce dernier recensement :
| 2001    | 2011    |
| ------- | ------- |
| 786 483 | 896 291 |

## Administration et politique

### Subdivisions
L'État est divisé en 15 municipalités totalisant 55 paroisses civiles :
| Municipalité         | Localisation | Chef-lieu             | Nombre de paroisses civiles | Paroisses civiles (capitales) | Population (2001) | Population (2011) |
| -------------------- | ------------ | --------------------- | --------------------------- | --- | ----------------- | ----------------- |
| Andrés Eloy Blanco   |              | Casanay               | 2                           | Mariño (Casanay) Rómulo Gallegos (San Vicente) | 22 582            | 25 652            |
| Andrés Mata          |              | San José de Aerocuar  | 2                           | San José de Aerocuar (San José de Aerocuar) Tavera Acosta (Río Casanay) | 19 647            | 20 073            |
| Arismendi            |              | Río Caribe            | 5                           | Antonio José de Sucre (San Juan de Unare) El Morro de Punto Santo (El Morro de Punto Santo) Puerto Santo (Puerto Santo) Río Caribe (Río Caribe) San Juan de las Galdonas (San Juan de las Galdonas) | 43 995            | 47 200            |
| Benítez              |              | El Pilar              | 6                           | El Pilar (El Pilar) El Rincón (El Rincón) General Francisco Antonio Vásquez (Los Arroyos) Guaraúnos (Guaraúnos) Tunapuicito (Tunapuicito) Unión (Guariquén)                                         | 28 958            | 31 111            |
| Bermúdez             |              | Carúpano              | 5                           | Bolívar (Playa Grande) Macarapana (Carúpano) Santa Catalina (Carúpano) Santa Rosa (Carúpano) Santa Teresa (Carúpano)                                                                                | 122 195           | 138 798           |
| Bolívar              |              | Marigüitar            | 0                           | (aucune) | 18 145            | 21 871            |
| Cajigal              |              | Yaguaraparo           | 3                           | El Paujil (El Paujil) Libertad (Río Seco) Yaguaraparo (Yaguaraparo) | 18 942            | 20 915            |
| Cruz Salmerón Acosta |              | Araya                 | 3                           | Araya (Araya) Chacopata (Chacopata) Manicuare (Manicuare) | 30 003            | 34 936            |
| Libertador           |              | Tunapuy               | 2                           | Campo Elías (Guayana) Tunapuy (Tunapuy) | 9 091             | 9 586             |
| Mariño               |              | Irapa                 | 5                           | Campo Claro (Campo Claro) Irapa (Irapa) Marabal (Marabal) San Antonio de Irapa (San Antonio de Irapa) Soro (Soro)                                                                                   | 22 107            | 22 338            |
| Mejía                |              | San Antonio del Golfo | 0                           | (aucune) | 11 989            | 14 300            |
| Montes               |              | Cumanacoa             | 6                           | Arenas (Arenas) Aricagua (Aricagua) Cocollar (Las Piedras) Cumanacoa (Cumanacoa) San Fernando (Villarroel) San Lorenzo (San Lorenzo)                                                                | 48 406            | 53 889            |
| Ribero               |              | Cariaco               | 5                           | Cariaco (Cariaco) Catuaro (Catuaro) Rendón (Villa Frontado) Santa Cruz (Santa Cruz) Santa María (Santa María)                                                                                       | 51 979            | 58 192            |
| Sucre                |              | Cumaná                | 7                           | Altagracia (Cumaná) Ayacucho (Cumaná) Grand Mariscal (Los Altos de Sucre) Raúl Leoni (Los Puertos de Santa Fe) San Juan (San Juan) Santa Inés (Cumaná) Valentín Valiente (Caigüire)                 | 304 823           | 358 919           |
| Valdez               |              | Güiria                | 4                           | Cristóbal Colón (Macuro) Bideau (Rio Salado) Güiria (Güiria) Punta de Piedras (Yoco) | 33 621            | 38 511            |
| Total                |              |                       | 55                          | | 786 483           | 896 291           |

### Organisation des pouvoirs
Le pouvoir exécutif est l'apanage du gouverneur. L'actuel gouverneur est Gilberto Pinto depuis le 22 novembre 2021.
| Photo | Scrutin | Période                               | Nom du gouverneur   | Parti politique | Résultat électoral | Notes                                     |
| ----- | ------- | ------------------------------------- | ------------------- | --------------- | ------------------ | ----------------------------------------- |
|       | 1989    | 1990 - 1993                           | Eduardo Morales Gil | AD              | 55.27 %            | Premier gouverneur élu                    |
|       | 1992    | 1992 - 1995                           | Ramón Martínez      | MAS             | 61.12 %            |                                           |
|       | 1995    | 1995 - 1999                           | Ramón Martínez      | MAS             | 58.38 %            |                                           |
|       | 1998    | 1999 - 2000                           | Eloy Gil            | AD              | 48.20 %            |                                           |
|       | 2000    | 2000 - 2004                           | Ramón Martínez      | MAS             | 61.12 %            |                                           |
|       | 2004    | 2004 - 2008                           | Ramón Martínez      | Podemos         | 62.19 %            |                                           |
|       | 2008    | 2008 - 2012                           | Enrique Maestre     | PSUV            | 56.51 %            |                                           |
|       | 2012    | 28 décembre 2012 - 30 janvier 2017    | Luis Acuña          | PSUV            | 59.80 %            | Démissionne pour raisons de santé         |
|       | -       | 2017                                  | Edwin Rojas         | PSUV            | -                  | intérim après la démission de Luis Acuña. |
|       | 2017    | 2017 - 21 novembre 2021               | Edwin Rojas         | PSUV            | 59.79 %            |                                           |
|       | 2021    | Depuis le 22 novembre 2021 (en cours) | Gilberto Pinto      | PSUV            | 46.71 %            | Actuel gouverneur                         |

## Sources
- (es) Cet article est partiellement ou en totalité issu de l’article de Wikipédia en espagnol intitulé « Gobernador de Sucre » (voir la liste des auteurs).